# انجل اینلت (مینه‌سوتا)
انجل اینلت (به انگلیسی: Angle Inlet) یک منطقهٔ مسکونی در ایالات متحده آمریکا است که در  Angle Township  واقع شده‌است. انجل اینلت ۶۰ نفر جمعیت دارد و ۳۲۴٫۰۱ متر بالاتر از سطح دریا واقع شده‌است.